# Amber Gersjes
Amber Gersjes (nascida em 23 de junho de 1997) é um judoca holandesa. Ela ganhou a medalha de bronze no Grande Prémio de Judo de 2021, em Zagreb.